# Церковь иконы Божией Матери «Милующая» в Галерной гавани
Церковь иконы Божией Матери «Милующая» в Галерной гавани — православный храм в Василеостровском районе Санкт-Петербурга, на Большом проспекте Васильевского острова. Построен в 1889—1898 годах в память коронования Александра III и Марии Фёдоровны.
Относится к Василеостровскому благочинию Санкт-Петербургской епархии Русской православной церкви. Главный престол был освящён в честь иконы Божией Матери «Милующая» («Достойно есть»).
Рядом с храмом размещались богадельня, детский приют, школa для сирот, благoтворительное обществo. В 1932 году советская власть храм закрыла, и в его здании была размещена учебно-техническая станция лёгкой вoдoлазной подготовки. С 2006 года началось постепенное возвращение храма РПЦ, окончательно оформленное в 2012 году. С 26 июля 2015 года здание храма закрыто на реставрацию и службы проводятся во временной деревянной церкви. В настоящее время отреставрированные фасады храма. Работы внутри храма продолжаются.

## История

### Создание храма
В 1887 году священник церкви Святой Живоначальной Троицы в Галерной гавани Василий Альбицкий с причтом и прихожанами просили соорудить новый каменный приходской храм во имя Милующей иконы Божией Матери. Капитал на строительство храма был пожертвован ещё в 1822 году шкипером гребного порта Матвеем Кеннином, за счет процентов в 1887 году он составлял 76 тысяч рублей.
Храм был построен в 1894 году, подчинялся Троицкой гаванской церкви, и вплоть до 1923 года не имел собственного причта.
Церковь иконы Божией Матери «Милующая» («Достойно есть») построена в Галерной гавани по заказу Морского ведомства в память коронования Александра III и Марии Фёдоровны. Заложена в 1889 году и строилась по проекту архитектора Василия Косякова и инженера Дмитрия Пруссака.
Храм был воздвигнут в честь Милующей иконы Богоматери, в нём поставили присланную с Афона благодатную икону «Милующая». История чудотворной иконы Божией Матери «Милующая» («Достойно есть») связана с появлением известного литургического песнопения Православной церкви «Достойно есть».
По завершении её строительства и установке храмовых крестов в 1894 году церковь стала доминантой районa, её высотa составила 42 м. Комитет по строительству церкви возглавлял сенатор В. К. Саблер.
15 декабря 1896 года был освящён левый придел во имя святых Андрея Критского и пророка Осии в память о спасении Александра III в железнодорожной катастрофе при Борках.
Главный алтарь храма был торжественно освящён 25 октября 1898 года епископом Ямбургским Вениамином (Муратовским) вместе с отцом Иоанном Кронштадтским.
С 1899 по 1900 год в храме в качестве проповедника выступал Георгий Гапон. Галерная гавань была местом обитания питерских босяков. Проповеди Гапона были очень популярны и собирали множество людей, число которых достигало 2—3 тысяч. Нередко церковь не вмещала в себя всех пришедших на его проповедь. Старостой этой церкви в то время был Владимир Саблер.
28 марта 1900 года митрополитом Антонием был освящён правый придел во имя святых Сергия Радонежского и Феодосия Черниговского.
Летом 1903 года колокольню над западным входом увенчали золоченой императорской короной.
После окончания русско-японской войны при храме была построена временная деревянная церковь в память о погибших моряках, которая была снесена после открытия храма «Спас на водах».
В 1910 году в храме служил протоиерей Георгий Шавельский.
После освящения при церкви было открыто благотворительное общество, содержавшее школу для сирот, детский приют и богадельню, а также двухклассная церковно-приходская школа, и дом трудолюбия.

### Закрытие храма
29 октября 1931 года Ленинградская областная комиссия по вопросам культов, а затем 2 декабря 1931 года президиум Ленсовета постановили закрыть церковь. 2 июня 1932 году церковь была закрыта.
Церковные помещения передали учебному отряду подводного плавания при Галерной гавани и в следующем году приспособлена под барокамеру учебного отряда подводного плавания. В крепком и высоком здании оборудовали уникальную для своего времени тренировочную станцию — первую в СССР и вторую, после Англии, в Европе — барокамеру для погружения под куполом и ведущую к ней трубу. Однако роскошное внутреннее убранство церкви были уничтожено. Внутри церкви был оборудован бассейн для тренировки водолазов-спасателей. Передача храма учебному отряду подводного плавания, возможно, спасла храм от полного уничтожения.
Ещё в начале 1990-х годов мэр Санкт-Петербурга Анатолий Собчак писал письма с просьбой вернуть храм Церкви, но тогда Министерство обороны просьбу не удовлетворило.
В 1999 году инспекцией по охране памятников дала заключение о необходимости проведения укрепляющих и реставрационных работ. Бассейн в алтарной части представляет опасность для фундамента, башня грозит разрушить несущие конструкции.

### Возвращение и воссоздание храма
В 2006 году был зарегистрирован приход и назначен фактически первый настоятель храма, поскольку изначально храм подчинялся Троицкой гаванской церкви и не имел собственного причта. Первым настоятелем храма стал протоиерей Александр Ганьжин.
15 января 2008 года протоиерей Александр Ганьжин в сослужении клириков епархии иерея Георгия Сычева и иерея Георгия Волобуева совершил малое освящение часовни иконы Божией Матери Милующей. На освящении часовни присутствовали весь офицерский состав центра и группа курсантов. С этого времени в часовне один раз в неделю по особому расписанию, а также по великим праздникам совершались богослужения. Посещать часовню тогда могли только курсанты ВМФ.
24 января 2009 года состоялось освящение и установка колокола на колокольню воинского храма, благодаря чему впервые за несколько десятков лет из Храма Милующей Божьей Матери можно было услышать колокольный перезвон. На мероприятии также присутствовало более ста моряков Учебного отряда подводного плавания и все военное руководство отряда. Кроме того, на торжествах присутствовало более 150 штатских, в основном, родители принявших в этот день присягу моряков. Всего на освящении и установке колокола присутствовало около четырехсот человек.
23 февраля 2010 года в храме совершён чин освящения малого придела. По словам настоятеля протоиерея Александра Ганьжина: «Храм находится в ужасном, плачевном состоянии. Есть программа, согласно которой учебный комплекс Учебного отряда подводного плавания, который сейчас находится в храме, будет переведён в Кронштадт. Там намечено устроить учебно-тренировочную базу, установить барокамеру и т. д. Надеемся на скорейшую реализацию этой программы. К сожалению, в виду кризиса реализация программы приостановилась. Тем не менее, военное командование выражает желание освободить храм. Другое дело, что пока нет возможности перевести из храма учебный комплекс Учебного отряда подводного плавания. Но все военные понимают, что храм должен быть храмом, поэтому никто не возражает против возвращения его Церкви. Но нам разрешают служить в храме Литургии. На Богослужения приходят матросы, они причащаются, исповедуются. У нас с военным командованием сложились хорошие отношения».
1 июня 2012 года Приходской совет Храма утвердил Президента фонда «Северная столица» Михаила Романова на пост Председателя Попечительского совета.
19 декабря 2012 года Министерство обороны России передало храм Русской Православной Церкви, вручив символический ключ от церкви представителям Санкт-Петербургской митрополии. Приказ о передаче храма стал одним из первых документов, подписанных на посту министра обороны Сергеем Шойгу. В то время планировалось создание на базе храмового комплекса церкви иконы Божией Матери «Милующая» духовного центра Вооружённых сил и правоохранительных учреждений.
15 сентября 2013 года храм посетил Патриарх Московский и всея Руси Кирилл. Он осмотрел здание и алтарную часть храма, где установлена водолазная башня и другие приспособления для проведения тренировок моряков-подводников, и побеседовал с вице-адмиралом А. Н. Федотенковым. Патриарх поблагодарил всех, кто вкладывает свои силы в воссоздание исторического облика святыни. Также он подчеркнул важность воссоздания храма в самое ближайшее время.
В январе 2015 года издание Санкт-Петербургской митрополии «Вода Живая» так описывала состояние храма: «ободранные стены, висящие провода, огромная емкость, выложенная ржавым кафелем, гигантская труба, стыдливо прикрытая красным временным иконостасом».

## Архитектура
Каменная церковь, увенчанная пятиглавием, построена в стиле храмов Византии и немного напоминает Софийский собор в Константинополе. Высота церкви от поверхности земли до подножия креста на главном куполе достигает 42 метров. Купола имеют гладкую сферическую форму. Центральный купол, имея гораздо больший размер, чем остальные, возносится вверх и как бы подпирается снизу четырьмя малыми подкуполами, всего лишь наполовину выступающими из здания в виде апсид. В древневизантийской архитектуре такие купола называются конхи. Барабан каждого купола опоясывает аркада из окон, что было весьма характерно для византийского стиля. На барабане основного купола имеется 18 окон, на конхах — по 8. В таком же стиле решена и колокольня, равная по высоте малым куполам. Вместо окон её опоясывает аркада из 6 проёмов для звонницы.
Здание церкви было взято за основу при проектировании собора во имя Александра Невского в Новосибирске, храма Нерукотворного Образа Христа Спасителя в Сочи и Троицкого храма в Орехове-Борисове в Москве. Также имеет место сходство с данной церковью Спасо-Преображенского собора в Сормове (Нижний Новгород), который был построен десятью годами позже.